# Jonglejeva enciklopedija
Jongle Dadian (tradicionalno kitajsko 永樂大典, poenostavljeno kitajsko 永乐大典, pinjin Yǒnglè Dàdiǎn, dobesedno Jonglejev Veliki kanon) je večinoma izgubljena kitajska enciklopedija, ki jo je leta 1403 naročil cesar Jongle iz dinastije Ming. Dokončana je bila leta 1408. Vsebovala je 22.937 rokopisnih zvitkov ali poglavij v 11.095 zvezkih. Ohranjenih je manj kot 400 zvezkov, ki obsegajo približno 800 poglavij (zvitkov) ali 3,5 odstotka izvirnega dela.
Večina enciklopedije je bila izgubljena v 2. polovici 19. stoletja, predvsem v drugi opijski vojni, boksarski vstaji in kasnejših družbenih nemirih. Bila je največja splošna enciklopedija na svetu, dokler je ni konec leta 2007, skoraj šest stoletij pozneje, ni presegla Wikipedija.

## Ozadje
Četudi je bil cesar Jongle znan predvsem po svojih vojaških dosežkih, je bil intelektualec, ki je rad bral. Njegova ljubezen do raziskovanja ga je privedla do tega, da je razvil idejo o kategorizaciji literarnih del v referenčno enciklopedijo, da bi se ohranile redke knjige in poenostavilo iskanje. Za izvršitev tega podviga je cesar spremenil dotedanjo funkcijo Akademije Hanlin.
Pred vladavino cesarja Jongleja je bila Akademija Hanlin zadolžena za različne uradniške naloge, kot je priprava razglasov in odlokov. Cesar se je odločil povišati njen status in začel zanjo izbirati samo učenjake. Prejšnje dolžnosti akademije so bile prenesene na cesarske uradnike, akademija, zdaj polna elitnih učenjakov, pa začela delati za cesarja na literarnih projektih.

## Razvoj
Zbiranje Jongle Dadian je naročil cesar Jongle (vladal 1402–1424) leta 1403. Leto kasneje je skupina 100 učenjakov, večinoma iz Akademije Hanlin, dokončala rokopis, imenovan Komplet literarnih del. Cesar je njihovo delo zavrnil in vztrajal pri dodajanju novih zvezkov.
Leta 1405 se je na cesarjev ukaz število učenjakov povečalo na 2169. Po vsej Kitajski so razposlali učenjake, da bi našli neznane knjige in razširili enciklopedijo. Za sourednika enciklopedije je cesar dodelil svojega osebnega svetovalca, meniha Dao Jana, in namestnika ministra za sodstvo Lju Džičija. Glavni urednik je ostal Jao Guangšjao.
Enciklopedija je bila dokončana leta 1408 v Guodzidžjanu v Nankingu (zdaj Univerza v Nanjingu). Obsegala je 22.937 rokopisnih zvitkov ali poglavij v 11.095 zvezkih. Prostornina enciklopedije je bila približno 40 kubičnih metrov. Vsebovala je 370 milijonov kitajskih pismenk, kar ustreza približno 250 milijonom besed. Enciklopedija je bila približno šestkrat obsežnejša od Britanske enciklopedije.
Enciklopedija je bila zasnovana tako, da je vključevala vse, kar je bilo napisano o konfucijanskem kanonu, ter vso zgodovino, filozofijo, umetnost in znanost. Bila je obsežna zbirka odlomkov in del iz celotne kitajske književnosti in znanja. Cesar Jongle je bil tako zadovoljen z njo, da jo je poimenoval po svoji vladavini in osebno napisal obsežen predgovor, v katerem je poudaril pomen ohranjanja del.

## Videz
Videz enciklopedije se je razlikoval od vseh drugih kitajskih enciklopedij tistega časa. Bila je večja, pisana na posebnem papirju in vezana v slogu "zavitega hrbta". Naslovi in avtorji so bili napisani z rdečim črnilom, sicer rezerviranim izključno za cesarja, kar je potrjevalo povezavo z njim.
Vsak zvezek je bil zaščiten s trdimi platnicami, ovitimi z rumeno svilo. Enciklopedija ni bila urejena po temah, kot druge enciklopedije, temveč po sistemu hongvu džegjun, v katerem so vnosi razvrščeni fonetično, da je bralec z lahkoto našel iskane vnose.
Čeprav je tiskanje knjig v dinastiji Ming že obstajalo, je bila Jonglejeva enciklopedija napisana ročno. Vsak ročno napisan vnos je pomenil zbirko obstoječe literature, med njimi tudi nekaj redkih besedil. Jonglejeva enciklopedija je bila pomembna ravno zaradi takšnih besedil in velikega števila tem, ki jih je pokrivala.

## Odzivi
Ob koncu dinastije Ming so učenjaki začeli dvomiti o motivih cesarja Jongleja. Zamerili so mu, da ni naročil več izvodov enciklopedije, namesto da je obstoječega hranil v skladišču. Nekateri učenjaki, kot je bil Sun Čengdze, učenjak iz dinastije Čing, so teoretizirali, da je cesar Jongle izvedel literarni projekt iz političnih razlogov. Zaradi njegove nasilne uzurpacije prestola so novokonfucijanci zavračali izpite za državno službo in sodelovanje pri kakršnih koli cesarskih opravilih. Literarni podvig cesarja Jongleja je pritegnil pozornost teh učenjakov do te mere, ki so se na koncu pridružili projektu.
Enciklopedija kljub različnim mnenjem na splošno velja za neprecenljiv prispevek k ohranjanju širokega nabora kitajskih zgodovinskih del, od katerih bi bila mnoga sicer izgubljena. 

## Izginotje
Jongle Dadian ni bil natisnjen za širšo javnost, ker je zakladnici leta 1408  zmanjkalo sredstev. Enciklopedija je bila do leta 1421 v Venjuan Geju v Nankingu, po preselitvi prestolnice v Peking pa je bila preseljena v Prepovedano mesto. Med požarom leta 1557, v katerem so zgorele tri palače Prepovedanega mesta, so enciklopedijo komaj rešili. Leta 1562 je cesar Džjadžing naročil kopijo rokopisa, ki je bila dokončana leta 1567. Izvirnik se je kasneje izgubil. Za njegovo izginotje obstajajo najmanj štiri hipoteze, vendar brez pravega zaključka. 
- Enciklopedija je bila uničena v pozni dinastiji Ming. Vodja upornikov Li Dzičeng je leta 1644 strmoglavil dinastijo Ming in zavzel njeno prestolnico Peking. Nekaj mesecev kasneje ga je premagala koalicija Vu Sanguija in Dorgona in Li je pred umikom iz Pekinga požgal Prepovedano mesto. V tem požaru je morda zgorela tudi Jonglejeva enciklopedija.
- Enciklopedija je bila pokopana skupaj s cesarjem Džjadžingom. Cesar Džjadžing je bil pokopan približno takrat, ko je bil dokončan prepis enciklopedije. Umrl je decembra 1566, vendar je bil pokopan tri mesece pozneje, marca 1567.[13] Mogoče je, da so s pokopom čakali na dokončanje rokopisa.
- Enciklopedija je zgorela v požaru palače Čjančing.
- Enciklopedije je bila skrita.

Izvirni rokopis Jongle Dadiana je bil do konca dinastije Ming skoraj v celoti izgubljen. 90 odstotkov rokopisa iz leta 1567 je preživelo do druge opijske vojne. Leta 1860 je anglo-francoska invazija na Peking povzročila, da je večina enciklopedije zgorela ali bila ukradena. Velik del rokopisa so kot spominke odnesli britanski in francoski vojaki.
Do leta 1875 se je ohranilo 5000 zvezkov, kar je manj kot polovica izvirnika, do leta 1894 pa samo še 800 zvezkov. Med boksarsko vstajo in okupacijo Pekinga leta 1900 so vojaki Zavezništva osmih držav  odnesli na stotine zvezkov, mnogo pa jih je bilo uničenih. V Pekingu je ostalo samo 60 zvezkov.

## Trenutno stanje
Najpopolnejšo zbirko ostankov enciklopedije, 221 zvezkov,  hrani Kitajska narodna knjižnica v Pekingu. Naslednja največja zbirka je v Muzeju Narodne palače v Tajpeju, ki ima 62 zvezkov.
Poglavji 10.270 in 10.271 Jonglejeve enciklopedije sta v  Huntingtonovi knjižnici v San Marinu v Kaliforniji.
51 zvezkov enciklopedije je v Združenem kraljestvu. Shranjeni so v Britanski knjižnici, Bodelianovi knjižnici v Oxfordu, Šoli za orientalske in afriške študije Univerze v Londonu in Univerzitetni knjižnici Cambridge. Kongresna knjižnica Združenih držav poseduje 41 zvezkov in Univerzitetna knjižnica Cornell 6. zvezkov. V različnih knjižnicah v Nemčiji je shranjenih 5 zvezkov.
Dva zvezka sta bila prodana na dražbi v Parizu 7. julija 2020 za več kot 8 milijonov evrov.

## Vira
- Ebrey, Patricia Buckley, Anne Walthall, James B. Palais. (2006). East Asia: A Cultural, Social, and Political History. Boston: Houghton Mifflin Company. ISBN 0-618-13384-4.
- Guo Bogong (郭佰恭). Yongle dadian kao 永樂大典考. Shanghai: Commercial Press, 1937.